# Билетов, Алексей Фёдорович
Алексей Фёдорович Билетов (1804—1849) — русский врач, доктор медицины.

## Биография
Родился в 1804 году в дворянской семье.
Учился в казанской гимназии и затем — на медицинском факультете Казанского университета, который окончил в 1836 году, получив звание лекаря II-го отделения.
Степень доктора медицины получил 30 октября 1840 года в московском университете за диссертацию «De oleo jecoris Aselli» (М., 1840). В следующем году поступил на должность васильковского уездного врача Киевской губернии; в 1843 году стал городовым врачом в Пензе. С 1845 года состоял врачом в штате петербургской полиции, а в 1846 году был назначен младшим ординатором 1-го Санкт-Петербургского военно-сухопутного госпиталя. В 1848 году был командирован в резервную дивизию. 
Умер в 1849 году, получив незадолго до этого в петербургской медико-хирургической академии звание инспектора врачебной управы.